# Mazda Xedos 6

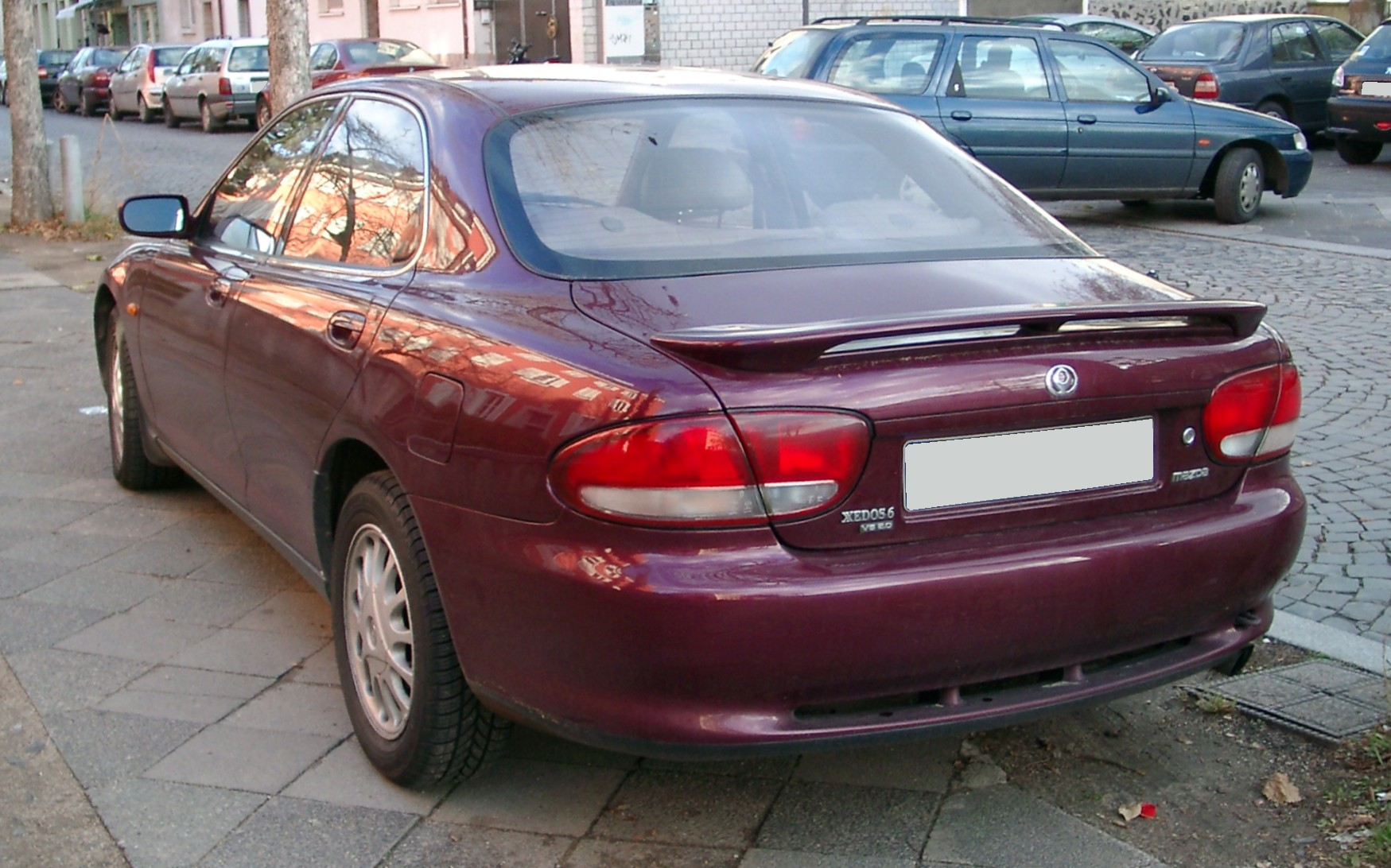
Mazda Xedos 6 - tył

Mazda Xedos 6 – samochód osobowy segmentu D produkowany w latach 1992–1999. 
Mazda Xedos była odpowiedzią japońskiego producenta na Acurę, czy Infiniti, czyli ekskluzywne marki Hondy i Nissana. Model ten został zbudowany na platformie CA i był sprzedawany pod dwiema różnymi nazwami: w Europie była to Mazda Xedos 6 natomiast w Japonii Eunos 500. W amerykańskich salonach miał być sprzedawany jako Amati 300, jednak plany związane z tym rynkiem nigdy nie doszły do skutku. W związku z tym na drogach Ameryki Północnej można było zobaczyć jedynie starszego brata Xedos 6, większego i bardziej luksusowego Xedosa 9, sprzedawanego tam pod nazwą Mazda Millenia.
Mazda Xedos 6 nigdy nie była oficjalnie sprzedawana na polskim rynku.
W czasie produkcji model ten nie przechodził żadnych poważnych ewolucji. Ewentualne zmiany dotyczą mocy silnika, wyposażenia standardowego i elementów, które można uznać za kosmetyczne.
Po 1994 auto przeszło największe przeobrażenie. Zostały zmienione między innymi kolory kierunkowskazów oraz kierownica. 
Pojawia się airbag pasażera i "immobilizer".

## Wyposażenie
Xedos 6 występował w trzech wersjach wyposażenia:
- Standard
- Business
- Exclusive

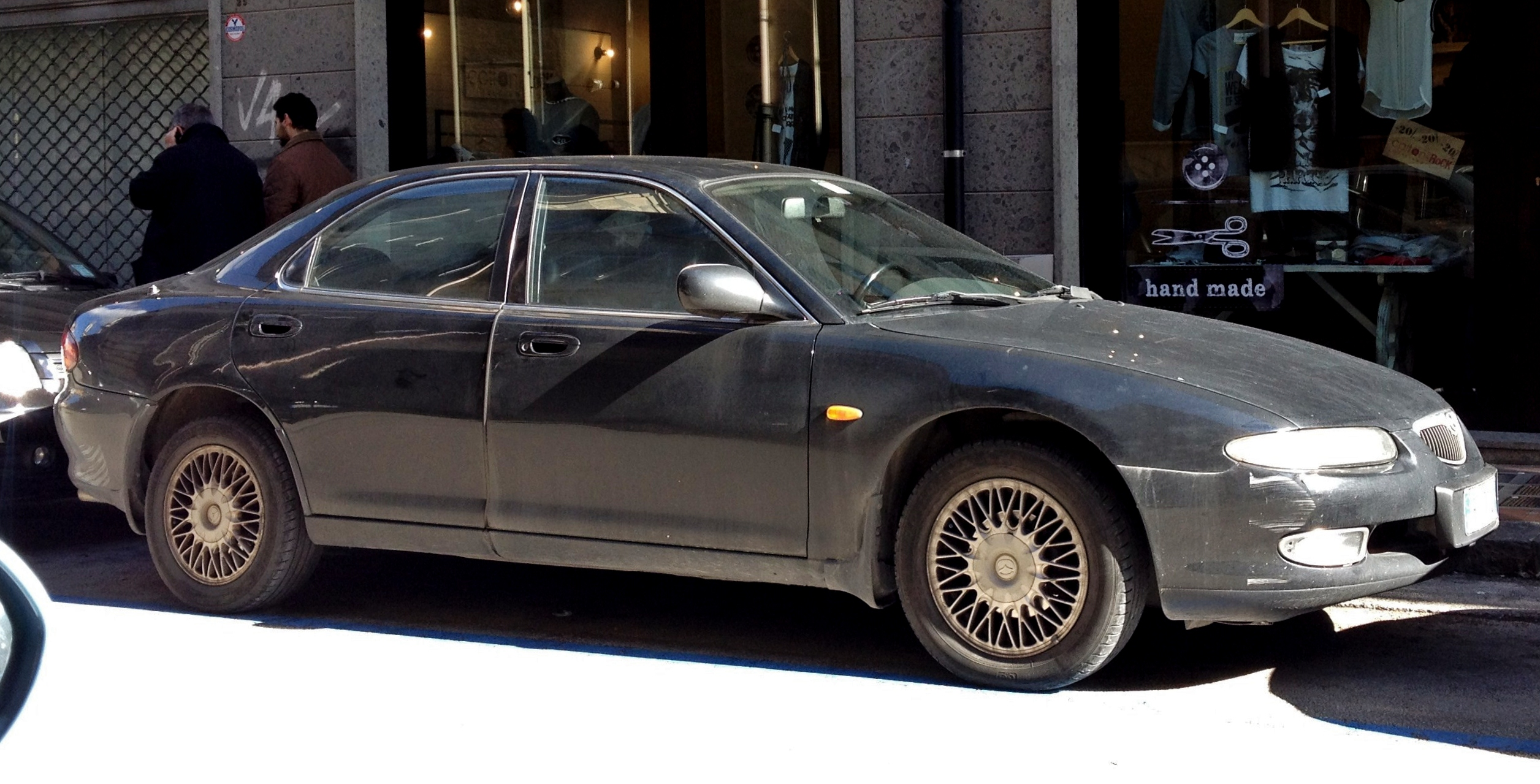
Mazda Xedos 6 po liftingu

Już z założenia modele Xedos miały być bogate i ekskluzywne w stosunku do pozostałych modeli Mazdy. 
Od początku produkcji, w standardzie nabywca otrzymywał system ABS czy chociażby poduszkę powietrzną kierowcy.
Wyjątkiem pozostawał rynek niderlandzki gdzie można zaobserwować egzemplarze bez airbagu kierowcy.
Z biegiem lat lista wyposażenia standardowego poszerzała się, aczkolwiek większość egzemplarzy nawet z wczesnych lat produkcji zawierała bardzo dobre jak na owe czasy wyposażenie, obejmujące m.in.:
- cztery elektryczne sterowane szyby
- elektryczne sterowane, podgrzewane lusterka - od 95' z możliwością elektrycznego składania
- elektrycznie sterowany szyberdach (uchylno-przesuwny)
- klimatyzację manualną / półautomatyczną
- tempomat
- podgrzewane przednie fotele
- skórzana tapicerka (standard w wersji Exclusive)
- elektrycznie sterowany fotel kierowcy

W standardzie znalazły się też aluminiowe felgi Enkei; w modelu 1.6 były to obręcze 14-calowe, zaś w wersji 2.0 - 15-calowe.
Mazda Xedos 6 nigdy nie miał opcji doposażenia o jakikolwiek system kontroli trakcji, czy też komputer pokładowy.

## Wersje silnikowe
Nabywcy na rynku europejskim mieli do wyboru dwie jednostki benzynowe: słabsza 1.6 dysponowała mocą od 107 do 115 PS. Mocniejszy silnik 2.0 zbudowany był w układzie V6 i legitymował się mocą od 140 do 144 PS.
Obie jednostki można było połączyć z 5-biegową skrzynią manualną F25M-R/G25M-R, bądź z automatem FA4A-EL/GF4A-EL o czterech przełożeniach.
Ponadto we wczesnych latach produkcji na rynku japońskim, samochód ten był dostępny ze wzmocnioną wersją europejskiej V6-stki. Legitymowała się ona mocą 160 PS. 
Rok 1994 przyniósł obniżenie mocy wszystkich europejskich jednostek w celu spełnienia norm czystości emisji spalin Euro 2. 
| Model                      | Lata produkcji             | Typ silnika                | Oznaczenie                 | Pojemność silnika          | Moc silnika (PS)           | Moment obrotowy (Nm)       | Przyśpieszenie 0-100 km/h  | Prędkość maksymalna                   |
| Mazda Xedos 6 (1992-1999): | Mazda Xedos 6 (1992-1999): | Mazda Xedos 6 (1992-1999): | Mazda Xedos 6 (1992-1999): | Mazda Xedos 6 (1992-1999): | Mazda Xedos 6 (1992-1999): | Mazda Xedos 6 (1992-1999): | Mazda Xedos 6 (1992-1999): | Mazda Xedos 6 (1992-1999):            |
| -------------------------- | -------------------------- | -------------------------- | -------------------------- | -------------------------- | -------------------------- | -------------------------- | -------------------------- | ------------------------------------- |
| 1.6i                       | 1993 - 1994                | R4-16v DOHC                | B6                         | 1598 cm³                   | 115 przy 6500 obr./min     | 135 przy 5500 obr./min     | 10,3 s 13,7 s              | 200 km/h 173 km/h                     |
| 1.6i                       | 1994 - 1998                | R4-16v DOHC                | B6                         | 1598 cm³                   | 107 przy 6200 obr./min     | 138 przy 3600 obr./min     | 11,9 s 13,2 s              | 184 km/h 175 km/h                     |
| 2.0i                       | 1992 - 1994                | V6-24v DOHC                | KF                         | 1995 cm³                   | 144 przy 6000 obr./min     | 172 przy 5000 obr./min     | 9,3 s 12 s                 | 216 km/h 203 km/h                     |
| 2.0i                       | 1994 - 1999                | V6-24v DOHC                | KF                         | 1995 cm³                   | 140 przy 6000 obr./min     | 170 przy 5000 obr./min     | 9,4 s 12,1 s               | 214 km/h 201 km/h                     |
| 1.8i Rynek Japoński        | 1992 - 1999                | R4-16v DOHC                | FP-DE                      | 1789 cm³                   | 115 przy 5500 obr./min     | 157 przy 4500 obr./min     | b.d                        | 180 km/h (ograniczona elektronicznie) |
| 1.8i Rynek Japoński        | 1992 - 1999                | V6-24v DOHC                | K8-ZE                      | 1845 cm³                   | 140 przy 7000 obr./min     | 157 przy 5500 obr./min     | b.d                        | 180 km/h (ograniczona elektronicznie) |
| 2.0i Rynek Japoński        | 1992 - 1999                | V6-24v DOHC                | KF-ZE                      | 1995 cm³                   | 160 przy 6500 obr./min     | 179 przy 5500 obr./min     | b.d                        | 180 km/h (ograniczona elektronicznie) |